# Бырлад

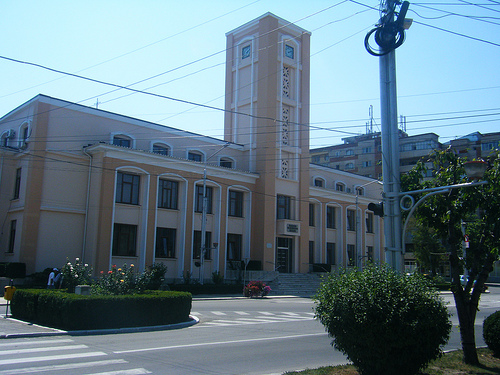
Администрация.

Бырла́д (рум. Bârlad [bɨrˈlad]), Бырлат, Берлад (Berlad), Барлад — город на востоке Румынии, в Нижней Молдавии, в жудеце Васлуй.
Город расположен на одноимённой реке Бырлад.

## История
Город Берлад был основан близ развалин древней дакийской Зузидавы, и расположен в Нижней Молдавии, на правом берегу реки того же имени, которая впадает с левой стороны в реку Сереть.
Город имеет непосредственное отношение к пёстрой истории земель и уделов Древнерусского государства и всей Восточной Европы. В частности с городом связано название средневековой группы степных, преимущественно славяноязнычных христиан, по одной из версий давших начало восточноевропейскому казачеству (бандитам) — берладников. Одним из правителей города был русский князь из рода Рюриковичей Иван Ростиславич Берладник.
Город, в военной истории России, известен демонстративным боем перед Фокшанами в русско-австрийско-турецкой войне.
На 1881 год в городе имелись гимназия, учительская семинария, театр. Местные жители вели значительную торговлю зерновым хлебом. На 1899 год главный город губернии Тутова. На 1920 год город имел важное значение в торгово-промышленном отношении как железнодорожный узел на дорогах Галац — Берлад — Яссы и был важным пунктом по торговле хлебом в стране. В городе имелись мельницы и винокуренные заводы.
Во время Великой Отечественной войны в ходе Ясско-Кишинёвской операции город был освобождён 24 августа 1944 года войсками 2-го Украинского фронта ВС Союза ССР.

## Климат
Среднегодовая температура воздуха 9,8 °C. Абсолютный максимум был зарегистрирован 30 июля 1936 года и составил +39,7 °C, абсолютный минимум — 25 января 1942 года, составил −30,5 °C.

## Экономика
Центр зернового хозяйства и виноградарства. Предприятия пищевой и деревообрабатывающей промышленности. Швейная фабрика.

## Население
- 1803 год — христиан 5 755 человек, евреев 120 человек[6].
- 1831 год — христиан 6 530, евреев 401 человек[6]
- 1859 год — христиан 11 164, евреев 2 001 человек[6]
- 1881 год — 28 000 человек[2].
- 1899 год — 24 310 человек, из них евреев 5 883, то есть 24,2 % (мужчин 2 892, женщин 2 991)[6].
- 1900 год — 24 484 человек.
- 1920 год — 25 000 человек[4].
- 1992 год — 77 518 человек.
- 2002 год — 69 183 человек.
- 2008 год — 79 587 человек.
- 2016 год — 72 860 человек[7].

## Транспорт
Узел шоссейных и железных дорог. Железнодорожная станция на участке Яссы — Галац.

## Известные уроженцы и жители
- Иван Ростиславич Берладник — русский князь;
- Александру Филиппиде (рум. Alexandru Philippide) (1 мая 1859 года, город Бырлад (Румыния) — 12 августа 1933 года , Яссы) — румынский лингвист и филолог, действительный член Румынской академии, профессор Ясского университета, основатель языковой школы.
- Леонте Филипеску (1895–1922) — деятель румынского рабочего движения.